# اندی بیشاپ
اندی بیشاپ (انگلیسی: Andy Bishop؛ زادهٔ ۱۹ اکتبر ۱۹۸۲) بازیکن فوتبال اهل بریتانیا است.
از باشگاه‌هایی که در آن بازی کرده‌است می‌توان به باشگاه فوتبال یورک سیتی، باشگاه فوتبال یئوویل تاون، باشگاه فوتبال بری، باشگاه فوتبال هالیفاکس تاون، باشگاه فوتبال روچدیل، باشگاه فوتبال کیدرمینستر هاریرس، باشگاه فوتبال ساوتپورت، باشگاه فوتبال والسال، و باشگاه فوتبال ورکسام اشاره کرد.
وی همچنین در تیم ملی فوتبال انگلستان سی بازی کرده‌است.